# Emil Fitger
Emil Fitger (* 15. Dezember 1848 in Delmenhorst, Großherzogtum Oldenburg; † 9. April 1917 in Bremen) war ein Bremer Kaufmann, Chefredakteur der Weser-Zeitung und Mitglied der Bremischen Bürgerschaft.

## Biografie
Fitger wurde als Sohn des Postmeisters und Delmenhorster Gastwirtes Peter Diedrich Fitger (1804–1865) und dessen Ehefrau Clara Maria Caroline geb. Plate verw. Dorny (1815–1891) geboren.
Fitger besuchte die Rektorschule in Delmenhorst und die Handelsschule in Bremen. Er war zunächst als Kaufmann tätig.
1878 wechselte er in die Redaktion der Weser-Zeitung in Bremen und wurde 1886 Chefredakteur dieses politisch-merkantilen Handelsblattes aus dem Schünemann Verlag. Er führte die Zeitung mit einer liberalen Wirtschaftsauffassung zu internationaler Bedeutung und war ihr Chefredakteur bis 1917. Im Jahre 1906 war er auch Mitgründer des Vereins Niedersächsische Presse in Hannover, in der seine Zeitung vertreten war.
Als Vertreter der 2. Klasse wurde er im Bremer 8. Klassenwahlrecht 1879 Mitglied der Bremer Bürgerschaft und war bis zu seinem Tod 1917 in diesem Gremium. Er war mit dem Reichskanzler (1900–1909) Bernhard von Bülow befreundet.
Er war der Bruder des Malers und Schriftstellers Arthur Fitger und der Onkel des Malers Hermann Fitger (1891–1986).
Die Fitgerstraße in Bremen-Schwachhausen wurde nach ihm benannt.

## Werke (Auszug)
- Die wirtschaftliche und technische Entwicklung der Seeschiffahrt von der Mitte des 19. Jahrhunderts bis auf die Gegenwart (1902). Duncker & Humblot. Leipzig.[1]